# Renegade (lotnictwo)
RENEGADE (ang. „renegat”, „odstępca”) – termin służący do określenia statku powietrznego, który może być użyty jako środek ataku terrorystycznego z powietrza.
Zależnie od stopnia określonych kryteriów, statki powietrzne tego typu dzieli się na trzy kategorie:
1. Suspected RENEGADE – podejrzany
2. Probable RENEGADE – prawdopodobny
3. Confirmed RENEGADE – potwierdzony

Statek powietrzny zakwalifikowany jako RENEGADE podlega przepisom przeciwdziałania opartym o regulacje narodowe ustanowione przez właściwe władze państwowe (zdefiniowane ogólnie dla wszystkich krajów NATO).

## Klasyfikacja statków powietrznych typu RENEGADE

### Suspected RENEGADE
Kategoria ta oznacza statek powietrzny o nieokreślonych intencjach lub uprowadzony spełniający co najmniej dwa z poniżej podanych kryteriów:
1. znaczne naruszenie ograniczeń i zakazów ruchu lotniczego określonych przepisami prawa;
2. naruszenie przez pilota cywilnego statku powietrznego warunków zezwolenia ruchu lotniczego (clearance) przekazanego na pokład przez organ ATC, w szczególności niestosowanie się załogi do bieżącego planu lotu (FPL);
3. odmowa wykonania lub brak reakcji na polecenia (instrukcje) organów kontroli ruchu lotniczego
4. niespodziewana zmiana profilu lotu statku powietrznego (kurs, wysokość, prędkość);
5. przerwa w korespondencji radiowej, szczególnie w połączeniu ze zmianą charakterystyki lotu;
6. nieuzasadniona zmiana kodów transpondera radaru wtórnego (SSR) lub nadmierne wykorzystywanie sygnału identyfikacji (IDENT), bez stosownego polecenia organu ATS;
7. używanie przez załogę niestandardowej frazeologii lub inne zmiany w korespondencji radiowej (zmiana tonu głosu, zmiana języka korespondencji);
8. wybór w trybie 3/A (mode 3/A) przez pilota kodu:
  - 7600 – utrata łączności
  - 7700 – sytuacja awaryjna
9. przekaz radiowy nie dotyczący procedur lotniczych (np.: mowa polityczna, hasła religijne);
10. otrzymanie stosownego zawiadomienia ze strony innych organów państwowych (np.: Straż Graniczna, Policja itp.) lub właściwych organów państw sąsiednich;
11. otrzymanie zawiadomienia ze strony innych instytucji pozarządowych lub osób prywatnych;
12. otrzymanie nieokreślonej bliżej groźby za pośrednictwem strony trzeciej.

### Probable RENEGADE
Kategoria ta oznacza statek powietrzny, nadal spełniający przynajmniej dwa z wyżej wymienionych warunków, a pozyskane informacje wskazują, że może być on użyty do działań sprzecznych z prawem lub do ataku terrorystycznego. Dodatkowo:
1. dowódca (kapitan) statku powietrznego (pilot) wybrał kod w modzie 3/A: 7500 (bezprawna ingerencja – uprowadzony statek powietrzny);
2. statek powietrzny został uprowadzony w sytuacji, gdy trwa seria uprowadzeń (porwań), zaś pozyskane informacje wskazują na prawdopodobieństwo użycia statku powietrznego do ataku terrorystycznego;
3. statek powietrzny w dalszym ciągu nie wykonuje poleceń organów kontroli ruchu lotniczego lub poleceń przekazywanych na pokład przez inne uprawnione organy ATS lub służby wojskowe;
4. statek powietrzny nie wykonuje lub ignoruje polecenia interweniującego statku powietrznego (INTERCEPTION) celem rozpoznania wzrokowego (INTERROGATION).

### Confirmed RENEGADE
Kategoria ta oznacza statek powietrzny, w stosunku do którego posiadane (pozyskane) informacje potwierdzają bez żadnych wątpliwości, że statek powietrzny ma być użyty jako narzędzie ataku terrorystycznego, a w szczególności:
1. załoga statku powietrznego przekazała taka informację za pomocą sygnałów stosowanych w sytuacjach awaryjnych lub szczególnych;
2. prowadzona korespondencja RTF wskazuje na zaistnienie na pokładzie statku powietrznego sytuacji typu RENEGADE;
3. manewry i zachowanie się statku powietrznego w przestrzeni powietrznej dają podstawy (pewność) do zajęcia stanowiska, że uprowadzony statek powietrzny będzie użyty w celu wykonania ataku z powietrza na obiekty infrastruktury państwa.

## Nadanie kategorii RENEGADE
Źródłem informacji o powstaniu zagrożenia wykorzystania statku powietrznego do użycia go w ataku terrorystycznym (lub użyciu niezgodnie z prawem) są:
- informacje przekazane przez stanowisko dowodzenia systemu NATINADS lub organy kontroli ruchu lotniczego państw sąsiednich (w przypadku wlotu w czyjąś przestrzeń powietrzną samolotu oznaczonego symbolem RENEGADE);
- cywilna służba kontroli obszaru (w przypadku Polski – ACC Warszawa), zobligowana jest do niezwłocznego informowania CAOC (w przypadku Polski – COP) o zdarzeniach następujących w danym FIR mogących mieć wpływ na zakwalifikowanie cywilnego statku powietrznego do kategorii RENEGADE;
- inne źródła zawiadamiające, które pozyskały informacje o występowaniu oznak pojawienia się zagrożenia typu RENEGADE, a w szczególności:
  - cywilne organy ATS,
  - wojskowe lotniskowe organy ruchu lotniczego,
  - uprawnione służby wojskowe lub państwowe (m.in. Policja, Straż Graniczna).

Uzyskane informacje i dane personel operacyjny służby ruchu lotniczego przekazuje właściwym organom systemu Obrony Powietrznej. Wstępnie decyzję o nadaniu kategorii podejmuje Dyżurna Służba Operacyjna COP w porozumieniu z Dyżurnym Operacyjnym (Duty Controller) CAOC 2. Ostatecznie kategorię nadaje Dowódca Sił Powietrznych lub Dyżurny Dowódcy Obrony Powietrznej.

## Sposób działania z oznaczonym statkiem powietrznym
Po nadaniu kategorii RENEGADE i podjęciu współpracy z ATM ARL podejmuje się następujące działania:
- śledzi się i ocenia rozwijanie się sytuacji statku powietrznego z kategorią RENEGADE;
- melduje i przedstawia się propozycje Dowódcy SP dotyczące statku powietrznego oznaczonego kategorią RENEGADE włącznie z podaniem właściwych reakcji systemu OP stosownie do typu kategorii oraz rozwijania się okoliczności;
- przekazuje się informacje o podjęciu określonych działań współdziałającym służbom wojskowym oraz zarządzającym przestrzenią powietrzną;
- informuje się o podjętych decyzjach Dyżurną Służbę Operacyjną Sił Zbrojnych RP;
- podejmuje się współpracę z organami państwa zaangażowanymi w akcję stosownie do posiadanych uprawnień (Policja, Państwowa Straż Pożarna, Agencja Bezpieczeństwa Wewnętrznego, Żandarmeria Wojskowa, Agencja Wywiadu, Biuro Ochrony Rządu i in.).

Koordynatorem działań ze statkiem powietrznym oznaczonym kategorią RENEGADE jest Dyżurny Operacyjny COP. Wykonuje on rozkazy swoich przełożonych oraz Dowódcy Obrony Powietrznej oraz wydaje rozkazy podległym siłom dyżurnym.
W przypadku otrzymania rozkazu od Dowódcy OP o użyciu dyżurnych statków wojskowych (INTERCEPTION) DO COP wydaje stosowny rozkaz zgodnie z ustalonymi procedurami w lotach bojowych.

## Możliwość zestrzelenia RENEGADE w prawie polskim
W wyniku ataków terrorystycznych z 11.09.2001 r. w USA do polskiego prawa lotniczego dodano przepis umożliwiający zniszczenie cywilnego statku powietrznego ze względów bezpieczeństwa oraz w sytuacji, gdy został on użyty do działań sprzecznych z prawem (art. 122a ustawy z dnia 3 lipca 2002 r. – Prawo lotnicze (Dz.U. z 2022 r. poz. 1235, z późn. zm.)). W wyroku Trybunału Konstytucyjnego z 30 września 2008 r., K 44/07, Trybunał uznał ten przepis za niezgodny z art. 2, art. 30 i art. 38 w związku z art. 31 ust. 3 Konstytucji, ponieważ życie ludzkie nie może być wartościowane ze względu na wiek, stan zdrowia lub przewidywany czas jego dalszego trwania. Stąd każdy człowiek przebywający na pokładzie samolotu RENEGADE, w tym załoga czy pasażerowie, mają prawo do ochrony ich życia. W przypadku zaś normy wynikającej ze wspomnianego przepisu, służby państwa dostawały kompetencję do użycia osób niebędących terrorystami do przeprowadzenia akcji ratunkowej, co skutkowałoby depersonifikacją tych osób i godziłoby w ich nietykalność osobistą. Co więcej, w tym konkretnym przepisie wartość ratowana była chroniona konstytucyjnie z mniejszą intensywnościà niż poświęcana (bezpieczeństwo, ochrona prawa vs. życie). Skutkiem wyroku są obecne uregulowania umożliwiające zestrzelenie samolotu RENEGADE tylko w sytuacji, gdy nie ma nikogo na pokładzie lub są na nim wyłącznie zamachowcy (art. 18b ustawy z 12.10.1990 r. o ochronie granicy państwowej (Dz.U. z 2024 r. poz. 388).